# Alibaba Group
Alibaba Group (chiń. 阿里巴巴集团), pełna nazwa Alibaba Group Holding Limited (chiń. 阿里巴巴集团控股有限公司; pinyin: Ālǐbābā Jítuán Kònggǔ Yǒuxiàn Gōngsī) – chiński holding, założony 28 czerwca 1999 w Hangzhou przez biznesmena Jacka Ma, prowadzący główną platformę e-commerce w Chińskiej Republice Ludowej. Częścią grupy Alibaba jest sklep internetowy AliExpress, jedna z największych firm działających w branży e-commerce na świecie. Z AliExpress korzysta 5 milionów polskich użytkowników.